# Золотая команда
Золота́я кома́нда (венг. Aranycsapat («Араньчапат») также эту команду называли the Mighty Magyars, the Magical Magyars, the Magnificent Magyars, the Marvellous Magyars — «могучие, волшебные, великолепные, чудесные мадьяры») — общепринятое обозначение легендарной сборной Венгрии по футболу образца первой половины 1950-х годов. Тренер — Густав Шебеш, в составе играли такие футболисты как Ференц Пушкаш, Золтан Цибор, Шандор Кочиш, Нандор Хидегкути, Йожеф Божик, Дьюла Грошич. Эта команда провела победную серию из 32 матчей подряд.
За время этой серии сборная Венгрии выиграла Олимпийские игры 1952 года и Кубок Центральной Европы.
В 1953 году венгры одержали победу над сборной Англии со счётом 6:3, став первой небританской командой, которая смогла победить англичан на «Уэмбли». Через 7 месяцев после этой победы в ответном матче сборная Англии была разбита в Будапеште со счётом 7:1.
Серия завершилась лишь в 1954 году, когда в финале чемпионата мира по футболу Венгрия уступила сборной ФРГ со счётом 2:3. После этого поражения венграм удалось снова провести серию из 18 матчей без поражений. Новая серия продлилась до 1956 года, завершившись поражением от сборной Турции. «Араньчапат» также стала первой командой, которая победила сборную СССР в Москве.

## Появление «Золотой команды»

### Венгерский футбол
С начала века и до 1950-х годов Венгрия являлась, без преувеличения, самой футбольной нацией в Европе. Она располагала всегда прекрасным набором футболистов, игравших как внутри страны, так и за её пределами; и, кроме того, Венгрия давала практически всему футбольному миру тренеров. Примеры Йожефа Эйзенхоффера, Дьюлы Лимбека, Ференца Шаша (работавших в 20-х — 30-х годах в США, СССР и Аргентине) показывают, что футбольной экспансии венгров просто не было предела: в те времена слово «венгр» было таким же синонимом слова «футболист», как позднее было принято говорить о бразильцах.
Венгерские клубы, такие как «Ференцварош» (обладатель Кубка Митропы 1928, 1937 и неоднократный финалист), обыгравший в 1929 году сборную Уругвая в Монтевидео, «Уйпешт» (обладатель Кубка Митропы 1929, 1939 и Кубка Наций 1930) являлись ведущими в Европе в то время.
В то же время венгерская сборная (венгры, в силу определенных обстоятельств, связанных с результатами Первой Мировой войны, очень ревностно относились именно к сборной команде, как к лицу нации) больше разочаровывала. Венгры ждали от нее побед, но ни одного титула сборная в предвоенные годы так и не получила, хотя и являлась одной из сильнейших в мире.
Это было связано с тем, что при сильных клубах, имеющих все права на игроков и в которых игроки зарабатывали, комплектование сборной происходило в общем сумбурно, а какая-либо серьёзная тренировочная работа именно со сборной командой вообще зачастую представлялась малореальной — клубы не были заинтересованы в долговременном отсутствии футболистов с риском получить травму. Поэтому большинство сборных играло в те годы нестабильно (так, например, в 1924 году на Олимпиаде сборная Венгрии, составленная из звёзд, проиграла Египту 0:3, что вызывает недоумение до сих пор), а игроки, блиставшие в клубах, ввиду несыгранности в сборной выглядели бледно.
Лучших успехов в те годы добивались сборные команды федераций, руководство которых могло либо договориться с клубами (иногда нефутбольными методами, как в Италии, Германии), либо у которых вся сборная состояла из блоков игроков одного-двух клубов (Уругвай, в меньшей степени Чехословакия). Венгры в этом не преуспели, и подобно другим странам с развитым клубным футболом (Аргентина, Бразилия, Франция и др.) выступали намного хуже (относительно собственных ожиданий — для других команд это был бы, быть может, успех), чем позволял потенциал имевшихся в распоряжении футболистов.

### Предпосылки
В 1948 году к власти в Венгрии пришли социалисты под руководством Матьяша Ракоши. Реформы, начавшиеся в стране, отразились и на футболе. Профессиональный футбол был упразднён, а клубы, по примеру СССР, переданы на довольствие министерствам, ведомствам и предприятиям. Так 18 декабря 1949 года был передан в подчинение министерству обороны и переименован клуб «Кишпешт», в котором уже играли будущие лидеры «Золотой команды» Йожеф Божик и Ференц Пушкаш, теперь он (клуб) стал называться «Гонвед» (то есть «Защитник отечества»). Переформированию подверглись и другие клубы.
В феврале 1950 года переподчинили один из наиболее известных и популярных клубов страны — «Ференцварош». Отныне клуб подчинялся Национальному объединению работников пищевой промышленности, а ведущих игроков клуба Ласло Будаи и Шандора Кочиша в добровольно-принудительном порядке перевели в «Гонвед». Вскоре туда же проследовали и другие игроки национальной команды, включая вратаря Дьюлу Грошича, защитника Дьюлу Лоранта и левого нападающего Золтана Цибора. Несколько раз переименовывали и переподчиняли и другой известный клуб — МТК.
Такой подход сразу предоставил шанс обойти все мешавшие ранее трения на уровне «клубы — сборная», так как теперь клубы подчинялись напрямую нефутбольным организациям и выполняли любые прямые приказы.

### Формирование Aranycsapat
Aranycsapat, или «Золотая команда», как в Венгрии и во многих других странах мира называют венгерскую сборную начала 1950-х годов, во многом была продуктом коммунистического режима, который для поддержания собственного престижа увидел перспективу способствовать успеху самой заветной мечты венгров, выходящей далеко за чисто футбольные рамки. Эта перспектива совпала с желаниями талантливого тренера Густава Шебеша, который к тому же разделял коммунистические идеи.
Теперь клубы работали строго в интересах сборной, имея общую с ней и благоприятствующую ей тренировочную программу. Были также предоставлены все возможные в то время ресурсы. Кроме того, материальное обеспечение футболистов теперь было связано с играми в сборной в большей степени, нежели в клубе, что увеличило их мотивированность.
Базовыми клубами сборной стали столичный «Гонвед» и МТК, в которые старались по возможности собрать всех футболистов (что, кстати, не всегда удавалось: если «Ференцварош», имевший якобы «профашистских» поклонников, удалось в прямом смысле слова ограбить, то некоторые профсоюзные команды с периферии сумели удержать игроков)
Идеальный состав «Золотой команды» был таким:
| Амплуа                    | Игрок            | Команда  |
| ------------------------- | ---------------- | -------- |
| вратарь                   | Дьюла Грошич     | «Гонвед» |
| правый защитник           | Енё Бузански     | «Дорог»  |
| центральный защитник      | Дьюла Лорант     | «Гонвед» |
| левый защитник            | Михай Лантош     | МТК      |
| правый полузащитник       | Йожеф Божик      | «Гонвед» |
| левый полузащитник        | Йожеф Закариаш   | МТК      |
| правый крайний нападающий | Ласло Будаи      | «Гонвед» |
| правый инсайд             | Шандор Кочиш     | «Гонвед» |
| центральный нападающий    | Нандор Хидегкути | МТК      |
| левый инсайд              | Ференц Пушкаш    | «Гонвед» |
| левый крайний нападающий  | Золтан Цибор     | «Гонвед» |

Формально расстановка была 3—2—5, но подбор исполнителей позволял трансформировать схему в зависимости от соперника и хода матча.
Эпоха «Золотой команды» подошла к концу с наступлением Венгерской революции 1956 года. Основные игроки сборной, игравшие за будапештский клуб «Гонвед», во время революции находились в Испании, куда отправились на матч Кубка европейских чемпионов против «Атлетика» (Бильбао). Революция потерпела поражение в тот момент, когда «Гонвед» был на обратном пути. Несколько игроков, среди которых были Ференц Пушкаш, Золтан Цибор, Шандор Кочиш, решили не возвращаться на родину и больше никогда не сыграли за сборную Венгрии (Пушкашу тогда было 29 лет, Цибору и Кочишу — по 27).

## Игровая манера команды
Поскольку в распоряжении тренера Шебеша были одни из лучших в мире футболистов, их сыгранность, обеспечиваемая регулярным тренировочным процессом, должна была сама по себе принести плоды, но Шебеш этим не ограничился. Из имеющегося материала он собрал прекрасно действующую машину в соответствии со своими концепциями. Он подбирал игроков, обладавших безупречной техникой на скорости (таких было немало у венгров) и способных, в том числе и физически, к широкому манёвру по фронту и в глубину (таких было меньше). Основная идея игры Шебеша заключалась в следующем: нагнетанием темпа в самом начале с применением прессинга по всему полю добиться в первые минут двадцать материального преимущества, после чего, отойдя за линию мяча практически всей командой и насытив центр поля за счёт оттяжки пяти человек, отбирать мяч у пытающихся наладить игру в таких условиях полузащитников и инсайдов противника и немедленно бросать нападающих в прорыв в одну-две передачи в свободные зоны с рывками до 40 метров. «Араньчапат» играла, оказывается, на контратаках.
В позиционном нападении практиковалась игра на «столба» (как правило, Кочиш или Палоташ), все остальные игроки отходили довольно глубоко за мячом и освобождали зоны, в которые врывались партнёры; при этом Цибор мог маневрировать по всему фронту, в то время, как от Будаи требовалось играть больше на фланге. Кочиш и Пушкаш из своих зон совершали регулярные диагональные рывки (так, Пушкаш два своих знаменитых гола — англичанам и немцам в первом матче — забил, прорываясь на место правого инсайда; Кочиш на чемпионате мира практически все свои великолепные голы головой забил с места левого инсайда). Хидегкути отходил назад и влево, где взаимодействуя с Божиком, либо прорывался сам, либо отдавал пас на ход. Хидегкути, Божик и Пушкаш также обладали хорошим ударом издали.
При потере мяча применялся немедленный прессинг (принесший, кстати, голы в ворота немцев (Цибор во втором матче, Хидегкути в первом) и бразильцев (Хидегкути).
В целом группа атаки отлично играла без мяча, открываясь, освобождая зоны (уводя защитников) и подстраховывая. Несколько неожиданным является то, что продвижение с мячом практиковалось мало (Хидегкути из глубины и Пушкаш), также контроль мяча не являлся приоритетной задачей (чего можно было бы ожидать от столь техничных футболистов) — в основном использовались средние и длинные передачи.
При игре в обороне группа атаки практически вся оттягивалась на свою половину поля, но в штрафную не заходила.
В защите играли четыре футболиста (в варианте с Закариашем), располагавшиеся в линию. По замыслу «лишний» игрок должен был создавать большую плотность обороны. В целом защита действовала согласованно, хотя и неплотно с нападающими при приёме мяча (по современным меркам). В атаке защитники практически не участвовали (за исключением выполнения Лантошем штрафных и пенальти).
В общем, расстановку венгров на поле можно охарактеризовать цифрами 4-4-2, 4-5-1 или 3-6-1 в зависимости от игровой ситуации.

## Вклад в развитие игры
Нельзя сказать, что широкое маневрирование силами атаки со сменой мест было чем-то совсем незнакомым для футбола тех времен, но хорошо наигранные и выполняемые на большой командной скорости действия ставили в тупик практически любую оборону. Также оттяжка того или иного игрока из группы атаки практиковалась уже лет 25 — с самого момента изменения правила «вне игры» (что бы ни говорил в интервью обиженный на Хидегкути защитник англичан Джонстон после матча на «Уэмбли», оттяжка центрфорварда никак не могла быть сногсшибательным сюрпризом). Но у венгров вертикальные перемещения всех игроков (не только Хидегкути) также происходили согласованно и в зависимости от игровой ситуации, иногда изменяясь по ходу матча. Вклад венгров в развитие тотального футбола более, чем очевиден; возможно, они являются его отцами. А бразильцы позднее признавались, что свои тактические новации, приведшие к победе на Чемпионате мира 1958 года и дальнейшему развитию схемы 4-2-4, они подглядели у венгров.

## Матчи[10]
Всего «Араньчапат» сыграла 73 матча со сборными других стран. В это число входят:
- 68 официально зарегистрированных ФИФА матчей с национальными сборными других стран;
- 2 матча на Олимпийских Играх 1952 года, проведенных с олимпийскими сборными Италии и Турции. Со стороны Венгрии играла первая сборная. Итальянская федерация также признаёт указанный матч матчем первой сборной[13], турецкая — нет[14];
- 3 матча с командами, не являющимися (формально) сборными своих стран: в 1952 году с командой ГДР и два матча с командой Москвы (фактически сборной СССР). И в данном случае венгерская федерация признает эти матчи матчами первой сборной, в реестре же матчей сборной СССР эти матчи значатся как неофициальные[15]; а для команды ГДР указанный матч не является формально официальным, поскольку был сыгран до принятия Футбольной Секции ГДР в ФИФА[16]
- 1 официально зарегистрированный ФИФА матч (в 1953 году со сборной Болгарии): с венгерской стороны выступала фактически вторая сборная. Данный матч является официальным для обеих сторон, но в нем играла не «Араньчапат»[17], и в данном реестре её матчей он не учтён.

### 1949
| 10 апр 1949 1 КЦЕ                                                                               |                 | 2:5     | Чехословакия | Прага            |
|                                                                                                 | - Пушкаш - Суса | (отчёт) |              | Зрителей: 55 000 |
| : И.Турай — Рудаш, Бёржей, Ш.Балог — Божик, Закариаш — Шандор, Суса , Деак 85', Пушкаш, Силадьи |                 |         |              |                  |

| 8 мая 1949 2 КЦЕ                                                                    |                         | 6:1     | Австрия | Будапешт         |
|                                                                                     | - Деак - Кочиш - Пушкаш | (отчёт) |         | Зрителей: 50 000 |
| : Хенни — Рудаш, Бёржей, Ш.Балог — Божик, Лакат — Будаи, Кочиш, Деак, Пушкаш, Цибор |                         |         |         |                  |

| 12 июн 1949 3 КЦЕ                                                                  |        | 1:1     | Италия | Будапешт         |
|                                                                                    | - Деак | (отчёт) |        | Зрителей: 45 000 |
| : Хенни — Рудаш, Бёржей, Ш.Балог — Божик, Лакат — Будаи, Кочиш, Деак, Суса, Пушкаш |        |         |        |                  |

| 19 июн 1949 4                                                                                  |                 | 2:2     | Швеция | Стокгольм        |
|                                                                                                | - Будаи - Кочиш | (отчёт) |        | Зрителей: 38 000 |
| : Хенни — Рудаш, Бёржей, Ш.Балог — Божик, Лакат — Будаи, Кочиш, Деак (41' Пушкаш), Суса, Цибор |                 |         |        |                  |

| 10 июля 1949 5                                                                           |                                    | 8:2     | Польша | Дебрецен         |
|                                                                                          | - Деак - Эгреши - Пушкаш - Кестхей | (отчёт) |        | Зрителей: 28 000 |
| : Хенни — Ш.Балог , Бёржей, Лантош — Божик, Лакат — Эгреши, Кестхей, Деак, Пушкаш, Цибор |                                    |         |        |                  |

| 16 окт 1949 6                                                                                        |                 | 4:3     | Австрия | Вена             |
| | - Пушкаш - Деак | (отчёт) |         | Зрителей: 65 000 |
| : Хенни — Рудаш, Лорант, Ш.Балог — Божик, Закариаш — Будаи (74' Кестхей), Кочиш, Деак, Пушкаш, Зедей |                 |         |         |                  |

| 30 окт 1949 7 |                                 | 5:0     | Болгария | Будапешт         |
| | - Деак - Будаи - Рудаш - Пушкаш | (отчёт) |          | Зрителей: 36 000 |
| : Хенни — Рудаш (82' Кишпетер), Лорант, Ш.Балог — Божик, Закариаш (70' Йожа) — Будаи, Кочиш, Деак, Пушкаш, М. Тот |                                 |         |          |                  |

| 20 ноя 1949 8                                                                                         |                         | 5:0     | Швеция | Будапешт         |
| | - Кочиш - Пушкаш - Деак | (отчёт) |        | Зрителей: 46 000 |
| : Хенни (81' Ружа) — Рудаш, Лорант, Ш.Балог — Божик, Закариаш — Будаи, Кочиш, Деак, Пушкаш, Хидегкути |                         |         |        |                  |

### 1950
| 30 апр 1950 9                                                                                                |                            | 5:0     | Чехословакия | Будапешт         |
| | - Пушкаш - Кочиш - Силадьи | (отчёт) |              | Зрителей: 47 000 |
| : Хенни — Ш.Балог , Лорант, Лантош — Божик, Баньяи — Будаи, Кочиш, Хидегкути, Пушкаш, Баболчай (40' Силадьи) |                            |         |              |                  |

| 14 мая 1950 10                                                                                                 |                            | 3:5     | Австрия | Вена             |
| | - Кочиш - Пушкаш - Силадьи | (отчёт) |         | Зрителей: 63 000 |
| : Хенни — Ш.Балог , Лорант, Лантош — Божик, Баньяи (46' Надьмароши) — Будаи, Кочиш, Силадьи, Пушкаш, Хидегкути |                            |         |         |                  |

| 4 июня 1950 11 |                    | 5:2     | Польша | Варшава          |
| | - Пушкаш - Силадьи | (отчёт) |        | Зрителей: 47 000 |
| : Грошич (75' Ружа) — Л.Ракоши, Бёржей, Лантош (75' Ф. Тот) — Божик, Йожа — Шандор, Кочиш, Силадьи, Пушкаш , Баболчай |                    |         |        |                  |

| 24 сен 1950 12                                                                                              |                                    | 12:0    | Албания | Будапешт         |
| | - Пушкаш - Будаи - Палоташ - Кочиш | (отчёт) |         | Зрителей: 38 000 |
| : Грошич (73' Геллер) — Й.Ковач, Бёржей, Ф. Тот — И.Ковач, Божик — Будаи, Кочиш, Палоташ, Пушкаш , Баболчай |                                    |         |         |                  |

| 29 окт 1950 13 |                    | 4:3     | Австрия | Будапешт         |
| | - Пушкаш - Силадьи | (отчёт) |         | Зрителей: 45 000 |
| : Грошич — Й.Ковач, Бёржей, Лантош — Божик, Лакат — Шандор, Кочиш (66' Хидегкути), Палоташ (46' Силадьи), Пушкаш , Цибор |                    |         |         |                  |

| 12 ноя 1950 14 |           | 1:1     | Болгария | София            |
| | - Силадьи | (отчёт) |          | Зрителей: 30 000 |
| : Грошич — Бузански, Бёржей, Лантош — Божик, Лакат (46' Закариаш) — Шандор, Хидегкути (46' Кочиш), Силадьи, Пушкаш , Цибор |           |         |          |                  |

### 1951
| 27 мая 1951 15 |                                   | 6:0     | Польша | Будапешт         |
| | - Кочиш - Шандор - Пушкаш - Цибор | (отчёт) |        | Зрителей: 42 000 |
| : Грошич (76' Хенни) — Й.Ковач, Бёржей, Лантош — И.Ковач, Божик — Шандор, Кочиш, Суса, Пушкаш (81' Хидегкути), Цибор |                                   |         |        |                  |

| 14 окт 1951 16                                                                                              |         | 2:1     | Чехословакия | Острава          |
| | - Кочиш | (отчёт) |              | Зрителей: 40 000 |
| : Хенни — Й.Ковач, Бёржей, Лантош — И.Ковач, Божик — Шандор, Кочиш, Палоташ, Пушкаш , Цибор (46' Хидегкути) |         |         |              |                  |

| 18 ноя 1951 17                                                                                   |                                      | 8:0     | Финляндия | Будапешт         |
|                                                                                                  | - Хидегкути - Кочиш - Цибор - Пушкаш | (отчёт) |           | Зрителей: 40 000 |
| : Геллер — Бузански, Бёржей, Лантош — Божик, Закариаш — Шандор, Кочиш, Хидегкути, Пушкаш , Цибор |                                      |         |           |                  |

### 1952
| 18 мая 1952 18                                                                                              |                                     | 5:0     | ГДР | Будапешт         |
| | - Хидегкути - Суса - Кочиш - Шандор | (отчёт) |     | Зрителей: 38 000 |
| : Грошич — Бузански, Бёржей, Лантош — Божик, Закариаш — Шандор, Хидегкути, Суса, Пушкаш , Цибор (46' Кочиш) |                                     |         |     |                  |

| 24 мая 1952 19                                                                                                |           | 1:1     | СССР | Москва           |
| | - Палоташ | (отчёт) |      | Зрителей: 80 000 |
| : Грошич — Бузански, Бёрсей, Лантош — Божик, Закариаш — Чордаш, Хидегкути, Суса (46' Палоташ), Пушкаш , Цибор |           |         |      |                  |

| 27 мая 1952 20                                                                                                  |          | 1:2     | СССР | Москва           |
| | - Пушкаш | (отчёт) |      | Зрителей: 80 000 |
| : Грошич — Бузански, Кишпетер , Лантош — Божик, Закариаш — Чордаш, Хидегкути, Суса (46' Палоташ), Пушкаш, Цибор |          |         |      |                  |

| 15 июн 1952 21                                                                                   |                              | 5:1     | Польша | Варшава          |
|                                                                                                  | - Кочиш - Пушкаш - Хидегкути | (отчёт) |        | Зрителей: 40 000 |
| : Грошич — Бузански, Лорант, Дальноки — И.Ковач, Божик — Будаи, Кочиш, Хидегкути, Пушкаш , Цибор |                              |         |        |                  |

| 22 июн 1952 22 |                                    | 6:1     | Финляндия | Хельсинки        |
| | - Пушкаш - Божик - Кочиш - Палоташ | (отчёт) |           | Зрителей: 18 000 |
| : Грошич (46' Геллер) — Бузански, Лорант, Лантош — И.Ковач, Божик — Будаи, Кочиш, Хидегкути, Пушкаш , Цибор (46' Палоташ) |                                    |         |           |                  |

| 15 июл 1952 23 ОИ                                                                                  |                 | 2:1     | Румыния | Турку            |
| | - Цибор - Кочиш | (отчёт) |         | Зрителей: 11 000 |
| : Грошич — Дальноки, Лорант, Лантош — И.Ковач, Божик — Будаи, Кочиш 87', Хидегкути, Пушкаш , Цибор |                 |         |         |                  |

| 21 июл 1952 24 ОИ                                                                                  |                   | 3:0     | Италия | Хельсинки        |
| | - Палоташ - Кочиш | (отчёт) |        | Зрителей: 14 000 |
| : Грошич — Бузански, Лорант, Лантош — Божик, Закариаш — Чордаш, Кочиш, Палоташ, Пушкаш , Хидегкути |                   |         |        |                  |

| 24 июл 1952 25 ОИ                                                                                  |                                             | 7:1     | Турция | Котка           |
| | - Палоташ - Кочиш - Лантош - Пушкаш - Божик | (отчёт) |        | Зрителей: 5 000 |
| : Грошич — Бузански, Лорант, Лантош — Божик, Закариаш — Чордаш, Кочиш, Палоташ, Пушкаш , Хидегкути |                                             |         |        |                 |

| 28 июл 1952 26 ОИ                                                                                 |                                                 | 6:0     | Швеция | Хельсинки        |
|                                                                                                   | - Пушкаш - Палоташ - (авт.) - Кочиш - Хидегкути | (отчёт) |        | Зрителей: 31 000 |
| : Грошич — Бузански, Лорант, Лантош — Божик, Закариаш — Хидегкути, Кочиш, Палоташ, Пушкаш , Цибор |                                                 |         |        |                  |

| 2 авг 1952 27 ОИ                                                                                  |                  | 2:0     | Югославия | Хельсинки        |
|                                                                                                   | - Пушкаш - Цибор | (отчёт) |           | Зрителей: 59 000 |
| : Грошич — Бузански, Лорант, Лантош — Божик, Закариаш — Хидегкути, Кочиш, Палоташ, Пушкаш , Цибор |                  |         |           |                  |

| 20 сен 1952 28 КЦЕ                                                                                            |                              | 4:2     | Швейцария | Берн             |
| | - Пушкаш - Кочиш - Хидегкути | (отчёт) |           | Зрителей: 30 000 |
| : Грошич — Бузански, Лорант, Лантош — Божик, Закариаш — Будаи, Кочиш, Палоташ (31' Хидегкути), Пушкаш , Цибор |                              |         |           |                  |

| 19 окт 1952 29                                                                                     |                              | 5:0     | Чехословакия | Будапешт         |
| | - Хидегкути - Эгреши - Кочиш | (отчёт) |              | Зрителей: 48 000 |
| : Д.Хорват — Бузански, Лорант, Лантош — Божик, Закариаш — Эгреши, Кочиш, Хидегкути, Пушкаш , Цибор |                              |         |              |                  |

### 1953
| 26 апр 1953 30                                                                                                |         | 1:1     | Австрия | Будапешт         |
| | - Цибор | (отчёт) |         | Зрителей: 44 000 |
| : Грошич — Бузански, Бёржей, Лантош — Божик, Закариаш — Будаи, Кочиш, Хидегкути (73' Палоташ), Пушкаш , Цибор |         |         |         |                  |

| 17 мая 1953 31 КЦЕ                                                                                            |                      | 3:0     | Италия | Рим              |
| | - Хидегкути - Пушкаш | (отчёт) |        | Зрителей: 80 000 |
| : Грошич — Бузански, Лорант, Лантош — Божик, Закариаш — Будаи, Кочиш, Хидегкути (46' Палоташ), Пушкаш , Цибор |                      |         |        |                  |

| 5 июл 1953 32                                                                                                |                                      | 4:2     | Швеция | Стокгольм        |
| | - Пушкаш - Будаи - Кочиш - Хидегкути | (отчёт) |        | Зрителей: 36 000 |
| : Грошич — Бузански, Лорант, Лантош — Божик, Закариаш — Шандор (46' Будаи), Кочиш, Хидегкути, Пушкаш , Цибор |                                      |         |        |                  |

| 4 окт 1953 33                                                                                      |                                        | 5:1     | Чехословакия | Прага            |
| | - Чордаш - Хидегкути - М. Тот - Пушкаш | (отчёт) |              | Зрителей: 47 000 |
| : Грошич — Бузански, Лорант, Лантош — Божик, Закариаш — Эгреши, Чордаш, Хидегкути, Пушкаш , М. Тот |                                        |         |              |                  |

| 11 окт 1953 34                                                                                                  |                      | 3:2     | Австрия | Вена             |
| | - Чордаш - Хидегкути | (отчёт) |         | Зрителей: 65 000 |
| : Грошич — Бузански, Лорант (46' Карпати), Лантош — Божик, Закариаш — Будаи, Чордаш, Хидегкути, Пушкаш , М. Тот |                      |         |         |                  |

| 15 ноя 1953 35                                                                                                |                   | 2:2     | Швеция | Будапешт         |
| | - Палоташ - Цибор | (отчёт) |        | Зрителей: 80 000 |
| : Грошич — Бузански, Лорант, Лантош — Божик, Закариаш — Будаи, Кочиш (46' Палоташ), Хидегкути, Пушкаш , Цибор |                   |         |        |                  |

| 25 ноя 1953 36                                                                                               |                              | 6:3     | Англия | Лондон            |
| | - Хидегкути - Пушкаш - Божик | (отчёт) |        | Зрителей: 100 000 |
| : Грошич (78' Геллер) — Бузански, Лорант, Лантош — Божик, Закариаш — Будаи, Кочиш, Хидегкути, Пушкаш , Цибор |                              |         |        |                   |

### 1954
| 12 фев 1954 37 |                      | 3:0     | Египет | Каир             |
| | - Пушкаш - Хидегкути | (отчёт) |        | Зрителей: 12 000 |
| : Грошич — Бузански, Д.Телеки, Лантош — Божик, Закариаш — Будаи (46' Шандор), Кочиш (46' Чордаш), Хидегкути, Пушкаш , Цибор (46' Палоташ) |                      |         |        |                  |

| 11 апр 1954 38                                                                                                |          | 1:0     | Австрия | Вена             |
| | - (авт.) | (отчёт) |         | Зрителей: 62 000 |
| : Грошич — Бузански, Лорант, Лантош — Божик, Закариаш — Будаи, Кочиш (65' Палоташ), Хидегкути, Пушкаш , Цибор |          |         |         |                  |

| 23 мая 1954 39                                                                                                |                                                | 7:1     | Англия | Будапешт         |
| | - Лантош - Пушкаш - Кочиш - Й. Тот - Хидегкути | (отчёт) |        | Зрителей: 92 000 |
| : Грошич (77' Геллер) — Бузански, Лорант, Лантош — Божик, Закариаш — Й. Тот, Кочиш, Хидегкути, Пушкаш , Цибор |                                                |         |        |                  |

| 17 июня 1954 40 ЧМ                                                                         |                                             | 9:0     | Южная Корея | Цюрих            |
|                                                                                            | - Пушкаш - Лантош - Кочиш - Цибор - Палоташ | (отчёт) |             | Зрителей: 13 000 |
| : Грошич — Бузански, Лорант, Лантош — Божик, Сойка — Будаи, Кочиш, Палоташ, Пушкаш , Цибор |                                             |         |             |                  |

| 20 июня 1954 41 ЧМ                                                                               |                                       | 8:3     | Германия | Базель           |
|                                                                                                  | - Кочиш - Пушкаш - Хидегкути - Й. Тот | (отчёт) |          | Зрителей: 56 000 |
| : Грошич — Бузански, Лорант, Лантош — Божик, Закариаш — Й. Тот, Кочиш, Хидегкути, Пушкаш , Цибор |                                       |         |          |                  |

| 27 июня 1954 42 ЧМ                                                                                  |                              | 4:2     | Бразилия | Берн             |
| | - Хидегкути - Кочиш - Лантош | (отчёт) |          | Зрителей: 40 000 |
| : Грошич — Бузански, Лорант, Лантош — Божик 71', Закариаш — Й. Тот, Кочиш, Хидегкути, Цибор, М. Тот |                              |         |          |                  |

| 30 июня 1954 43 ЧМ                                                                               |                             | 4:2 (от) | Уругвай | Лозанна          |
|                                                                                                  | - Цибор - Хидегкути - Кочиш | (отчёт)  |         | Зрителей: 45 000 |
| : Грошич — Бузански, Лорант, Лантош — Божик , Закариаш — Будаи, Кочиш, Палоташ, Хидегкути, Цибор |                             |          |         |                  |

| 4 июля 1954 44 ЧМ                                                                                |                  | 2:3     | Германия | Берн             |
|                                                                                                  | - Пушкаш - Цибор | (отчёт) |          | Зрителей: 63 000 |
| : Грошич — Бузански, Лорант, Лантош — Божик, Закариаш — Цибор, Кочиш, Хидегкути, Пушкаш , М. Тот |                  |         |          |                  |

| 19 сен 1954 45 |                             | 5:1     | Румыния | Будапешт         |
| | - Кочиш - Хидегкути - Будаи | (отчёт) |         | Зрителей: 93 000 |
| : Грошич (74' Комароми) — Бузански, Лорант (78' Вархиди), Лантош — Божик, Котас — Й. Тот (30' Будаи), Кочиш, Хидегкути, Пушкаш , Феньвеши |                             |         |         |                  |

| 26 сен 1954 46                                                                                               |         | 1:1     | СССР | Москва           |
| | - Кочиш | (отчёт) |      | Зрителей: 45 000 |
| : Грошич — Бузански, Вархиди (21' Котас), Лантош — Божик, Сойка — Будаи, Кочиш, Хидегкути, Пушкаш , Феньвеши |         |         |      |                  |

| 10 окт 1954 47                                                                                   |                 | 3:0     | Швейцария | Будапешт         |
|                                                                                                  | - Кочиш - Божик | (отчёт) |           | Зрителей: 94 000 |
| : Грошич — Бузански, Лорант, Лантош — Божик, Сойка — Шандор, Кочиш, Хидегкути, Пушкаш , Феньвеши |                 |         |           |                  |

| 24 окт 1954 48 |                  | 4:1     | Чехословакия | Будапешт         |
| | - Кочиш - Шандор | (отчёт) |              | Зрителей: 93 000 |
| : Грошич (76' Я.Палотаи)- Бузански, Лорант, Лантош (46' Карпати) — Божик, Сойка — Шандор, Кочиш, Хидегкути (76' Цибор), Пушкаш , Феньвеши |                  |         |              |                  |

| 14 ноя 1954 49 |                                    | 4:1     | Австрия | Будапешт         |
| | - Цибор - Палоташ - Кочиш - Шандор | (отчёт) |         | Зрителей: 94 000 |
| : Грошич (83' Олах)- Бузански, Лорант, Лантош — Сойка, Котас — Шандор, Кочиш, Хидегкути , Цибор (34' Палоташ), Феньвеши |                                    |         |         |                  |

| 8 дек 1954 50                                                                                    |                                      | 4:2     | Шотландия | Глазго            |
|                                                                                                  | - Божик - Хидегкути - Шандор - Кочиш | (отчёт) |           | Зрителей: 114 000 |
| : Фараго — Бузански, Лорант, Лантош — Божик, Сойка — Шандор, Кочиш, Хидегкути, Пушкаш , Феньвеши |                                      |         |           |                   |

### 1955
| 24 апр 1955 51 КЦЕ                                                                             |                        | 2:2     | Австрия | Вена             |
|                                                                                                | - Феньвеши - Хидегкути | (отчёт) |         | Зрителей: 60 000 |
| : Олах — Бузански, Лорант, Лантош — Божик, Сойка — Шандор, Кочиш, Хидегкути, Пушкаш , Феньвеши |                        |         |         |                  |

| 8 мая 1955 52 |                                   | 5:0     | Норвегия | Осло             |
| | - Кочиш - Палоташ - Пушкаш - Тихи | (отчёт) |          | Зрителей: 28 000 |
| : Данка — Хеги, Вархиди, Лантош — Сойка, Чернаи — Й. Тот, Кочиш (46' Чордаш), Палоташ, Пушкаш (63' Тихи), Симчак |                                   |         |          |                  |

| 11 мая 1955 53                                                                               |                                      | 7:3     | Швеция | Стокгольм        |
|                                                                                              | - Кочиш - Пушкаш - Сойка - Хидегкути | (отчёт) |        | Зрителей: 39 000 |
| : Олах — Бузански, Лорант, Лантош — Божик, Сойка — Шандор, Чордаш, Кочиш, Пушкаш , Хидегкути |                                      |         |        |                  |

| 15 мая 1955 54                                                                                               |                            | 6:0     | Дания | Копенгаген       |
| | - Кочиш - Палоташ - Шандор | (отчёт) |       | Зрителей: 41 000 |
| : Данка — Бузански, Лорант, Вархиди — Божик, Сойка — Шандор, Кочиш, Палоташ (46' Чордаш), Пушкаш , Хидегкути |                            |         |       |                  |

| 19 мая 1955 55                                                                                                   |                                             | 9:1     | Финляндия | Хельсинки        |
| | - Палоташ - Пушкаш - Й. Тот - Чордаш - Тихи | (отчёт) |           | Зрителей: 29 000 |
| : Данка — Хеги, Вархиди, Лантош — Божик, Чернаи — Й. Тот, Чордаш, Палоташ (46' Кочиш), Пушкаш (46' Тихи), Симчак |                                             |         |           |                  |

| 29 мая 1955 56 |                                | 3:1     | Шотландия | Будапешт          |
| | - Хидегкути - Кочиш - Феньвеши | (отчёт) |           | Зрителей: 102 000 |
| : Данка (46' Фараго) — Бузански, Вархиди, Лантош — Божик, Сойка — Шандор (46' Палоташ), Кочиш, Хидегкути, Пушкаш , Феньвеши |                                |         |           |                   |

| 17 сен 1955 57 КЦЕ                                                                                            |                          | 5:4     | Швейцария | Лозанна          |
| | - Махош - Кочиш - Пушкаш | (отчёт) |           | Зрителей: 40 000 |
| : А. Фазекаш — Бузански, Карпати, Вархиди — Божик, Сойка — Радуй (74' Тихи), Кочиш, Махош, Пушкаш , Хидегкути |                          |         |           |                  |

| 25 сен 1955 58                                                                                                |          | 1:1     | СССР | Будапешт          |
| | - Пушкаш | (отчёт) |      | Зрителей: 103 000 |
| : А. Фазекаш — Бузански, Карпати, Д.Такач — Божик, Сойка — Хидегкути, Кочиш, Махош (46' Тихи), Пушкаш , Цибор |          |         |      |                   |

| 2 окт 1955 59 КЦЕ                                                                           |                        | 3:1     | Чехословакия | Прага            |
|                                                                                             | - Кочиш - Цибор - Тихи | (отчёт) |              | Зрителей: 50 000 |
| : А. Фазекаш — Дудаш, Карпати, Д.Такач — Божик, Сойка — Кертес, Кочиш, Тихи, Пушкаш , Цибор |                        |         |              |                  |

| 16 окт 1955 60 КЦЕ                                                                                         |                                          | 6:1     | Австрия | Будапешт          |
| | - Тихи - Кочиш - Цибор - Й. Тот - Пушкаш | (отчёт) |         | Зрителей: 104 000 |
| : А. Фазекаш — Бузански, Карпати, Лантош — Божик, Сойка — Кертес (46' Й. Тот), Кочиш, Тихи, Пушкаш , Цибор |                                          |         |         |                   |

| 13 ноя 1955 61 |                         | 4:2     | Швеция | Будапешт         |
| | - Тихи - Цибор - Пушкаш | (отчёт) |        | Зрителей: 90 000 |
| : А. Фазекаш — Бузански, Карпати, Вархиди (46' Ф.Ковач) — Божик, Сойка — Радуй, Кочиш, Тихи (80' Хидегкути), Пушкаш , Цибор |                         |         |        |                  |

| 27 ноя 1955 62 КЦЕ                                                                      |                   | 2:0     | Италия | Будапешт         |
|                                                                                         | - Пушкаш - Й. Тот | (отчёт) |        | Зрителей: 70 000 |
| : Фараго — Бузански, Котас, Лантош — Божик, Сойка — Й. Тот, Кочиш, Тихи, Пушкаш , Цибор |                   |         |        |                  |

### 1956
| 19 фев 1956 63 |          | 1:3     | Турция | Стамбул          |
| | - Пушкаш | (отчёт) |        | Зрителей: 33 000 |
| : Фараго — Бузански, Сойка, Лантош — Божик, Котас — Й. Тот (46' Чордаш), Махош (31' Хидегкути), Тихи, Пушкаш , Цибор |          |         |        |                  |

| 29 фев 1956 64 |                         | 4:1     | Ливан | Бейрут           |
| | - Махош - Пушкаш - Тихи | (отчёт) |       | Зрителей: 20 000 |
| : Илку — Л.Шароши, Матраи, Лантош — Божик (46' Л.Сабо), Сойка — Чордаш (46' Бузански), Махош, Тихи, Пушкаш , Хидегкути |                         |         |       |                  |

| 29 апр 1956 65 КЦЕ |                    | 2:2     | Югославия | Будапешт          |
| | - Феньвеши - Божик | (отчёт) |           | Зрителей: 100 000 |
| : Геллер — Бузански, Матраи (46' Карпати), Лантош — Божик, Беренди — Будаи, Кочиш, Тихи (54' Махош), Пушкаш , Феньвеши |                    |         |           |                   |

| 20 мая 1956 66 КЦЕ                                                                                        |                 | 2:4     | Чехословакия | Будапешт         |
| | - Махош - Божик | (отчёт) |              | Зрителей: 90 000 |
| : Геллер — Карпати, Сойка, Д.Телеки — Божик, Котас — Будаи (69' Тихи), Кочиш, Махош, Хидегкути , Феньвеши |                 |         |              |                  |

| 3 июн 1956 67                                                                                         |                          | 4:5     | Бельгия | Брюссель         |
| | - Пушкаш - Кочиш - Будаи | (отчёт) |         | Зрителей: 60 000 |
| : Илку(39' Геллер) — Бузански, Сойка, Лантош — Божик, Беренди — Будаи, Кочиш, Тихи, Пушкаш , Феньвеши |                          |         |         |                  |

| 3 июн 1956 68                                                                                               |                  | 2:2     | Португалия | Лиссабон         |
| | - Кочиш - Лантош | (отчёт) |            | Зрителей: 70 000 |
| : Илку — Бузански, Д.Телеки, Лантош — Божик, Палоташ (46' Беренди) — Будаи, Кочиш, Махош, Пушкаш , Феньвеши |                  |         |            |                  |

| 15 июл 1956 69                                                                                                   |                        | 4:1     | Польша | Будапешт         |
| | - Кочиш - Суса - Махош | (отчёт) |        | Зрителей: 48 000 |
| : Илку — Бузански, Матраи, Дальноки — Сойка, Котас — Будаи, Кочиш, Суса (32' Махош), Пушкаш (46' Суса), Феньвеши |                        |         |        |                  |

| 16 сен 1956 70 КЦЕ                                                                                         |                          | 3:1     | Югославия | Белград          |
| | - Цибор - Кочиш - Пушкаш | (отчёт) |           | Зрителей: 55 000 |
| : Грошич — Бузански, Бёржей, Котас — Божик, Беренди — Шандор, Кочиш (67' Махош), Хидегкути, Пушкаш , Цибор |                          |         |           |                  |

| 23 сен 1956 71                                                                                              |         | 1:0     | СССР | Москва            |
| | - Цибор | (отчёт) |      | Зрителей: 102 000 |
| : Грошич — Карпати, Бёржей, Котас — Божик, Беренди (52' Бунджак) — Шандор, Кочиш, Хидегкути, Пушкаш , Цибор |         |         |      |                   |

| 7 окт 1956 72                                                                                             |                 | 2:1     | Франция | Париж            |
| | - Махош - Кочиш | (отчёт) |         | Зрителей: 60 000 |
| : Грошич — Карпати, Бёржей, Котас — Божик, Беренди — Шандор, Кочиш, Хидегкути (42' Махош), Пушкаш , Цибор |                 |         |         |                  |

| 14 окт 1956 73                                                                                            |                   | 2:0     | Австрия | Вена             |
| | - Пушкаш - Шандор | (отчёт) |         | Зрителей: 65 000 |
| : Грошич — Карпати, Бёржей, Котас — Божик, Беренди — Шандор, Кочиш, Хидегкути (21' Махош), Пушкаш , Цибор |                   |         |         |                  |

Всего: 73 матча: + 55 = 11 — 7 289 — 99

## Игроки
В своём «идеальном» составе «Араньчапат» провела всего 5 неполных игр (и ни одной полной). Во всех матчах в её составе выходили от одного до семи «дублёров» (разумеется, также футболистов высокого класса). Тем не менее, игроки «идеального» состава провели больше всех матчей (каждый на своей позиции). Всего в составе «Араньчапат» выступали 68 футболистов:
- Вратари: Дьюла Грошич (40 матчей). Харизматический венгерский голкипер провел всего ненамного более половины матчей. Хотя он и защищал ворота сборной с 1948 года, в «Араньчапат» поначалу играл Гёза Хенни из «Ференцвароша» (12 матчей), и лишь с середины 1950 года Грошич прочно занял место в воротах (тогда он и перешёл в «Гонвед») до 1954 года (его дублёром был Шандор Геллер, МТК — 8 игр). В 1954 году обладавший взрывным характером Грошич испортил отношения с руководством и был подвергнут опале[9](вообще отлучён от футбола) и в воротах венгерской сборной за 20 матчей побывало 6 вратарей: Лайош Фараго (4 матча), Имре Данка (3), Гёза Олах (3), Арпад Фазекаш (5), Иштван Илку (3), Шандор Геллер. Наконец в 1956 году Грошичу (по настойчивой просьбе шахтёров) разрешили играть в «Татабанье», и при Букови он снова вернулся в сборную (играл до 1962 года, был капитаном). Вообще в «Араньчапат» играли аж 13 разных голкиперов (такая ротация не должна сильно удивлять: по всеобщему мнению, очень уж хороших вратарей в истории венгерского футбола было совсем немного, кроме того, у Шебеша практиковались частые замены вратарей в ходе матча);

- Правые защитники: Енё Бузански (49 матчей). Представитель «Дорог», упорно не желавший переходить в столичный клуб, закрепился в составе также в конце 1950 года, выиграв борьбу за место в составе у Йожефа Ковача из МТК (4 игры) и игравшего сначала на этой позиции Ференца Рудаша из «Ференцвароша» (7 игр). Лишь в 1956 на его место стали наигрывать Белу Карпати из «Вашаша» (всего 12 игр, в том числе и в центре обороны);
- Центральные защитники: Дьюла Лорант («Вашаш», с 1952 «Гонвед» — 35 матчей). Фактически только с Олимпиады 1952 Лорант стал основным центральным защитником. Его конкурент Янош Бёржей из МТК (19 игр) довольно часто его подменял. Позднее на это место пробовались Бела Карпати и Пал Вархиди из «Дожи» Уйпешт (8 игр). Тем не менее в последних матчах «Араньчапат» в центре обороны играл Бёржей;
- Левые защитники: Михай Лантош (МТК — 53 матча). Лантош в 1950 году сменил на этой позиции ветерана Шандора Балога из «Дожи» Уйпешт (10 игр) и в дальнейшем вплоть до конца 1956 года удерживал это место за собой (изредка его подменяли Енё Дальноки из «Ференцвароша» (4 игры), Дьюла Телеки из «Вашаша» (3 игры). Лишь при Букови появившийся в «Гонведе» Антал Котас получил это место (всего 11 игр, в том числе в полузащите);
- Правый полузащитник: Йожеф Божик («Гонвед» — 70 матчей). Один из символов «Араньчапат» был буквально незаменим. Лишь в трех матчах его подменил Ференц Сойка;
- Левые полузащитники: Йожеф Закариаш (МТК — 28 матчей). У безальтернативного Божика был богатый выбор напарников по полузащите. Закариаш утвердился на этом месте только в ходе Олимпийских игр и последний матч за сборную сыграл в финале чемпионата мира. Помимо него, значимую роль сыграли Ференц Сойка (легенда «Шальготарьяна» — 21 игра), Имре Ковач (МТК — 7 игр), Карой Лакат («Ференцварош» — 7), Антал Котас;
- Правые крайние нападающие: Ласло Будаи («Гонвед» — 30 матчей). Здесь происходила постоянная ротация. Один из лучших правых крайних в истории венгерского футбола Карой Шандор (МТК) не всегда соответствовал концепции Шебеша (ему нужен был очень мобильный игрок, отрабатывающий и в обороне), поэтому сыграл только 22 игры. Еще один «двойник» Будаи — Йожеф Тот из «Чепеля» провёл 10 игр. Лайош Чордаш из «Вашаша», подававший большие надежды, попал в «Араньчапат» совсем молодым, но «вторым Пушкашем» не стал, проведя всего 10 игр. Также на правом краю были задействованы на непрофильных позициях и Хидегкути, и Цибор, и даже Палоташ.
- Правый инсайд: Шандор Кочиш («Ференцварош», с 1950 «Гонвед» — 68 матчей). Ещё один символ «Араньчапат». В пяти матчах подменяли партнёры по нападению Хидегкути, Палоташ, Суса;

- Центральные нападающие: Нандор Хидегкути (МТК — 53 матча). Хидегкути был удивительно универсален и играл на любом требуемом месте. Также Хидегкути был спокоен, дисциплинирован и обладал прекрасным спортивным характером, являясь прекрасным проводником тренерских идей, и никогда не тяготился своей ролью «спасателя» на разных игровых местах. Петер Палоташ (МТК — 24 игры) — сменщик и игрок иного плана: умело вёл силовую борьбу, хорошо играл головой и мог выполнять роль «столба». На первом году «Араньчапат» роль центфорварда была забронирована за Ференцем Деаком (в тот год — игрок «Ференцвароша»), удивительно результативным форвардом (в том числе и в сборной). Но форвард был неадекватен в отношениях с руководством и был выведен из состава сборной[9][18]. Еще один форвард — легенда «Дожи» Уйпешт Ференц Суса — был востребован всего в 8 матчах. С 1955 года начали наигрывать молодых Лайоша Тихи (12 игр) и Ференца Махоша (10) — оба из «Гонведа»;
- Левый инсайд: Ференц Пушкаш («Гонвед» — 69 матчей). Капитан и признанный лидер команды на поле и вне его. Пропустил лишь несколько матчей — но победы в 1954 году над Бразилией и Уругваем без травмированного Пушкаша были, быть может, чрезмерным испытанием для венгерской сборной (в этих матчах Пушкаша подменяли Цибор и Хидегкути);
- Левые крайние нападающие: Золтан Цибор («Гонвед» — 43 матча). Также универсал — играл и справа. Отличался большой подвижностью и широтой действий. Редко сдерживал себя в выражении эмоций, часто выражал несогласие с начальством, за что год не играл в сборной после чемпионата мира[9]. За время отсутствия наигрывали совсем молодого Мате Феньвеши из «Ференцвароша» (11 игр). Немного игровой практики имели также Дьюла Силадьи (легенда «Вашаша» — 6 игр), Михай Тот («Дожа» Уйпешт — 6, зато играл в финале чемпионата мира) и Дьёрдь Баболчай («Гонвед» — 4). Кроме них, на левом краю играл при необходимости и Хидегкути.

### Голы[19]
- 73 Шандор Кочиш; 66 Ференц Пушкаш; 29 Нандор Хидегкути; 18 Золтан Цибор, Петер Палоташ; 11 Ференц Деак; 9 Ласло Будаи, Карой Шандор; 8 Лайош Тихи; 7 Дьюла Силадьи, Йожеф Божик;

## Рекорды
- Самая длинная беспроигрышная серия в официальных матчах национальных сборных ФИФА — 31 матч (4 июня 1950 — 30 июня 1954);
- Самая длинная беспроигрышная серия в официальных матчах национальных сборных ФИФА по времени — 4 года 1 месяц (4 июня 1950 — 4 июля 1954);
- Наибольшее количество голов, забитых двумя совместно играющими футболистами в сборной страны — 139 (всего в сборной 159) — Ференц Пушкаш и Шандор Кочиш;
- Наибольшее количество матчей подряд с забитыми мячами — 73 (в каждой игре);
- Наибольшее количество голов в финальной части чемпионатов мира — 27 (1954);
- Наибольшая средняя результативность в финальной части чемпионатов мира — 5, 40 (1954);
- Наибольшая разница мячей в финальной части чемпионатов мира +17 (1954);
- Наибольшая средняя результативность игрока[20] в финальной части чемпионата мира 2,2 (Шандор Кочиш 1954);
- Самая крупная победа в финальной части чемпионата мира — 9:0 (над Южной Кореей 17 июня 1954)[21];
- Первая национальная сборная, обыгравшая в финальной части чемпионата мира национальную команду Уругвая после беспроигрышной серии на топ-турнирах на протяжении 30 лет (с Олимпийских игр 1924 года — 21 игра, 4 титула) — 4:2 (30 июня 1954); является также первой неюжноамериканской национальной сборной, обыгравшей сборную Уругвая[22];
- Первая небританская сборная, обыгравшая сборную Англии в гостях — 6:3 (25 ноября 1953), также в «матче-реванше» нанесла ей самое крупное поражение в истории — 7:1 (23 мая 1954);
- Первая сборная, обыгравшая в гостях сборную СССР в официальном матче сборных под эгидой ФИФА — 1:0 (23 сентября 1956)[23];
- Самая крупная победа сборной Венгрии в истории — 12:0 (над Албанией 24 сентября 1950)[24]

## «Араньчапат» на клубном уровне
Наиболее известные футболисты «Араньчапат» были представителями двух клубов: «Гонвед» и МТК (который несколько раз в указанное время переименовывался, более-менее длительное время назывался «Вёрёш Лобого» («Красное Знамя»). Из семи чемпионатов страны, прошедших за время существования «Араньчапат», в пяти праздновал победу «Гонвед», в двух — МТК. Порой не меньший, чем матчи сборной, интерес у болельщиков вызывали матчи лидеров, всегда проходивших в интересной борьбе; один из них — матч 1954 «Гонвед» — «Вёрёш Лобого» — 9:7 Архивная копия от 11 января 2021 на Wayback Machine является уникальным в своём роде.
Из товарищеских международных матчей можно отметить выигрыши «Гонведа» у московского «Спартака» 3:2 в 1953, английского «Вест Бромвич Альбиона» 5:3 в 1954. Проигрыш же «Вулверхэмптону» в 1955 (2:3) дал, как принято считать, дополнительный толчок началу розыгрыша европейских клубных турниров.
Оба клуба участвовали в Кубке Митропы 1955, где сошлись в полуфинале. По сумме двух встреч (2:5, 5:1) победу праздновал «Вёрёш Лобого», который в финале не имел проблем с УДА Прага (6:0, 2:1) и выиграл титул.
А вот розыгрыши Кубка Европейских Чемпионов не принесли славы венграм: в розыгрыше 1955/56 «Вёрёш Лобого» проиграл «Стад-де-Реймс», будущему финалисту (2:4 и 4:4), в следующем розыгрыше «Гонвед» проиграл «Атлетику» Бильбао (2:3, 3:3) на фоне венгерских событий октября 1956.

## Любопытные факты
- Ференц Пушкаш имел примету при начальном розыгрыше права первого удара обязательно поднимать с поля монетку, подброшенную судьёй (эту привычку он унаследовал от другого харизматичного капитана сборной Венгрии — Дьёрдя Шароши). В случае выигрыша жребия предоставлял право удара сопернику, выбирая при этом половину поля характерным жестом двумя руками;
- Шандор Кочиш всегда выходил на поле крайним в ряду игроков;
- Многие венгерские игроки имели прозвища[25]: Бузански — Kazal (Стек), Божик — Cucu (Цуцу), Закариаш — Zaki (Заки), Будаи — Púpos (горбатый), Кочиш — Kocka (Кочка, а также «золотая голова»), Хидегкути — Öreg («Эред» — старый), Пушкаш — Öcsi («Эчи» — братишка, а также «галопирующий майор»), Цибор — Bolond (резкий, злой, может быть, даже дикий) или Rongylábú (нарядный — любил деньги и то, что на них можно купить);
- Многие в «Араньчапат» не были этническими венграми и носили при рождении совсем другие фамилии (они или родители сменили их на венгерские ввиду мадьяризации)[11]. Так Пушкаш (урождённый Пурчельд) и Лантош (Линденмайер), а также тренер Шебеш (Шаренпек) были этническими немцами (точнее, дунайскими швабами); Палоташ (Потелецкий) и Будаи (Беднарик) — поляки, Лорант (Липович) — серб, а Хидегкути (Кальтенбруннер — обе фамилии по-венгерски и по-немецки означают «холодный колодец») — вообще отпрыск австрийского дворянского рода. Можно припомнить, что и некоторые звёзды венгерского футбола более ранних времен не были представителями титульной нации: серб доктор Шароши (Стефанчич), шваб Тольди (Тунигольд), опять шваб (да ещё с Румынии) Авар (Штефан Ауэр). Однако все они имели родным языком венгерский и, безусловно, являлись воспитанниками уникальной венгерской футбольной культуры;
- «Араньчапат» также являла собой сочетание различных темпераментов и убеждений: лояльные коммунисты Шебеш и Закариаш и очень горячие и темпераментно идущие на конфликты даже с представителями власти Цибор и Грошич (Цибор вообще вёл богемный образ жизни, мало считаясь с суровыми реалиями социализма); депутат парламента Божик (гордо заявлявший в одном из матчей судье, что депутат венгерского парламента — лицо неприкосновенное), и сметливый народной хитростью Бузански; несколько суровый и ворчливый (как и положено центрбеку) и постоянно одёргивающий зазнавшихся (по его мнению) партнеров Лорант; вдохновенный (и вне поля) лидер Пушкаш (обладавший неплохим чувством юмора — его афоризмы на футбольные (и не только) темы известны), не совсем практичный и находчивый (как говорят) за пределами футбольного поля Кочиш (правда, как водится у венгров, обладатель целеустремлённой и предприимчивой супруги, немало сделавшей для благосостояния семьи во время и после футбольной жизни), и, наконец, удивительно спокойный (особенно для венгра) и обладающий прекрасным характером Хидегкути — это всё «Араньчапат»[9];
- У «Араньчапат» в полной мере проявились традиционные в дальнейшем трудности сборной Венгрии в матчах с СССР (в пяти матчах команды одержали по победе при трех ничьих), причём «Араньчапат» ни разу не смогла забить более одного мяча за матч.[значимость факта?]